# Suså
Suså é um município da Dinamarca, localizado na região sul, no condado de Storstrom.
O município tem uma área de 145 km² e uma  população de 8 272 habitantes, segundo o censo de 2004.